# Disastro di Bradford
Disastro di Bradford è il nome dato ad una strage di calcio avvenuta al Valley Parade di Bradford nel West Yorkshire, in Inghilterra, l'11 maggio 1985, in cui morirono 56 persone e ne rimasero ferite 265.

## Fatti
Sabato 11 maggio 1985 (solo 18 giorni prima della Strage dell'Heysel, un'altra gravissima tragedia sportiva) era in programma allo stadio Valley Parade di Bradford l'incontro tra Bradford City e Lincoln City, ultima partita stagionale del campionato di Third Division, vinto proprio dal Bradford City con una giornata di anticipo. In occasione della partita, in cui la squadra festeggiò il titolo vinto, erano presenti 11 076 tifosi, quasi il doppio della media stagionale di 6 610 spettatori a partita.
La partita, iniziata alle 15:00, rimase sullo 0-0 con entrambe le squadre che crearono poche occasioni. Dopo 40 minuti di gioco, innescato da una sigaretta, si sviluppò un incendio nei pressi del settore G dello stadio, nella Main Stand. Alcuni testimoni hanno riferito di avere visto carta o rifiuti in fiamme sotto le assi del pavimento, sotto cui si erano accumulati rifiuti mai rimossi. La polizia cominciò l'evacuazione dei tifosi presenti nel settore vicino all'incendio, che si diressero verso il campo o verso il retro per cercare estintori, che erano stati rimossi per evitare possibili atti di vandalismo tra gli hooligans.

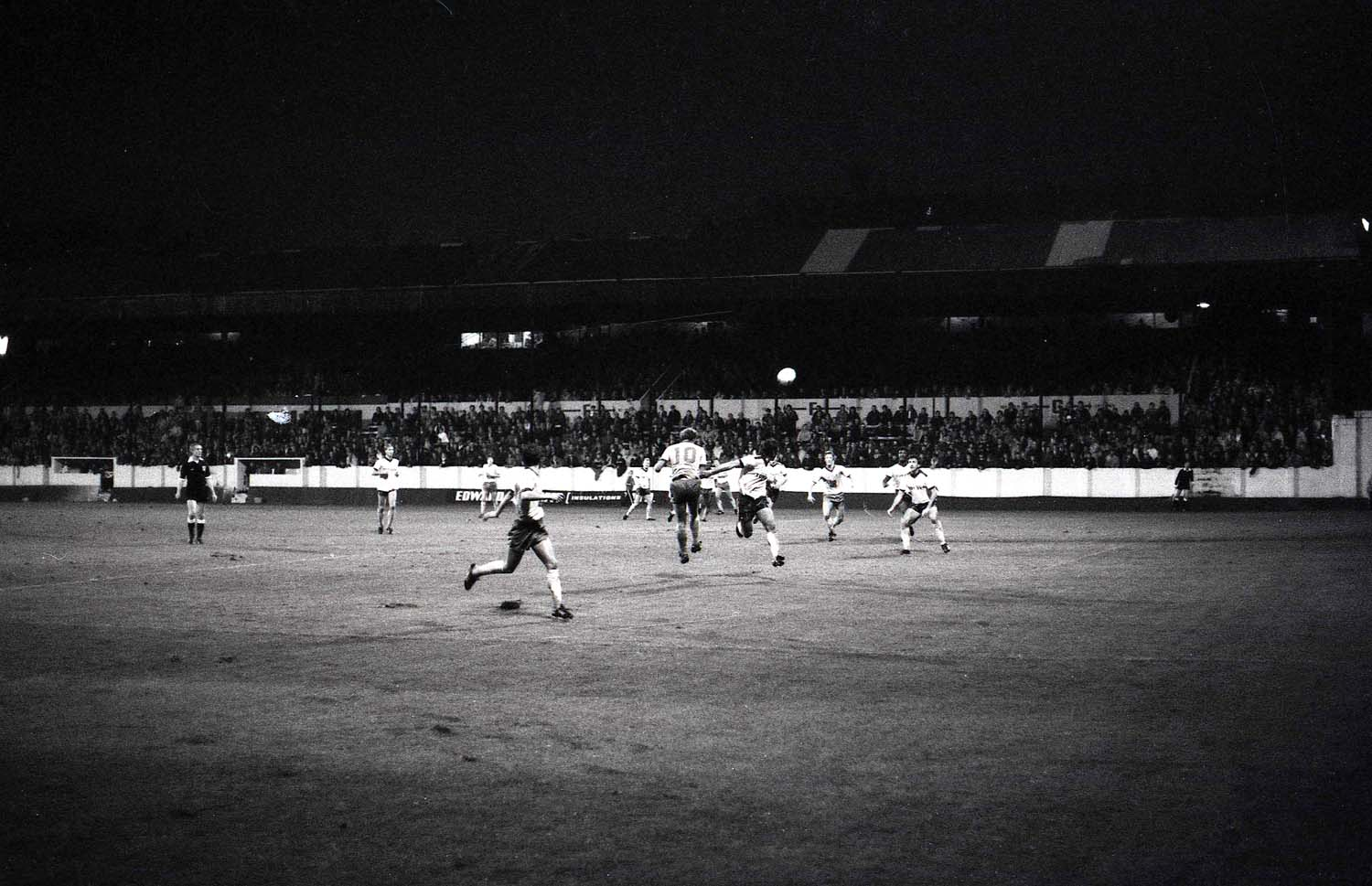
La Main Stand di Valley Parade nel 1982

In quattro minuti la tribuna, costruita interamente in legno nel 1911 e con la copertura rivestita di cartone catramato, fu completamente avvolta dalle fiamme, anche a causa del vento che alimentava l'incendio. La struttura in legno e la copertura iniziarono a cadere sulle sedute e si sviluppò un denso fumo nero. Mentre gli spettatori iniziarono a spostarsi verso il terreno di gioco l'arbitro Norman Glover, avvertito dal guardalinee, sospese subito la partita. I sopravvissuti raccontarono che era quasi impossibile respirare.
Molti spettatori, nel tentativo di scappare, scesero sul terreno di gioco, altri si portarono verso le uscite nella parte alta della tribuna, altri riuscirono a raggiungere la tribuna adiacente e altri ancora cercarono di aiutare la polizia nel tentativo di salvare qualcuno. La maggior parte delle uscite della tribuna erano chiuse o bloccate e non c'erano steward a sorvegliarle, mentre sette uscite sono state trovate aperte oppure sono state forzate, di cui una da persone all'esterno dello stadio.
Tra le tribune e il campo era stato eretto un muro per contenere il fenomeno degli hooligans, come nel resto degli stadi inglesi nei primi anni '80. Fortunatamente il muro, alto 1,5 m, non era alto come in altri stadi e la maggior parte degli spettatori riuscì a scavalcarlo. A bordo campo si trovava un secondo muro, anch'esso alto 1,5 m, su cui erano affissi gli sponsor.
Anche i giocatori delle due squadre cercarono di aiutare le forze dell'ordine, opera nel quale si distinse il bantams John Hawley, e le aiutò anche l'allenatore del Bradford, Terry Yorath, che aveva i familiari nel settore colpito per primo dalle fiamme.
Un poliziotto presente a bordo campo richiese un estintore, ma a causa di un'incomprensione altri poliziotti chiamarono i vigili del fuoco. I vigili del fuoco, chiamati alle 15:43, arrivarono sul posto dopo 4 minuti e trovarono la tribuna già completamente avvolta dalle fiamme.
La Main Stand venne completamente distrutta dal fuoco; la rimozione dei corpi si protrasse fino alle 4 del mattino seguente. In totale è stato stabilito che i morti furono 56.

## Le vittime
Delle 56 vittime dell'incendio, 54 erano tifosi del Bradford City e due del Lincoln City. Molte delle vittime sono state trovate in corrispondenza dei tornelli nella parte alta della tribuna.
11 delle vittime avevano meno di 18 anni e 23 ne avevano più di 65; tra questi ci fu anche Sam Firth, ex presidente della squadra locale che aveva 86 anni. I feriti furono ben 265. Fu il più grave incendio della storia del calcio britannico e il terzo peggior disastro dopo la Strage di Hillsborough, dove i morti furono 96 ed oltre 200 i feriti, e quella che nel 1971 si verificò all'Ibrox Stadium di Glasgow, dove i morti furono 66.

## Reazioni
La tragedia ricevette l'attenzione dei media e il sostegno di tutto il mondo, anche da parte di importanti personalità come Elisabetta II del Regno Unito, il premier inglese Margaret Thatcher e Papa Giovanni Paolo II.

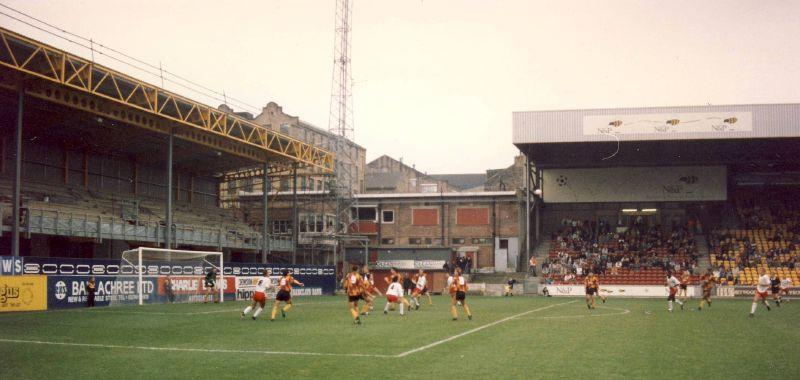
Le tribune ammodernate di Valley Parade negli anni 1990

48 ore dopo il disastro fu attivato il fondo Bradford Disaster Appeal, che raccolse in totale 3,35 milioni di sterline, distribuiti alle famiglie delle persone coinvolte nel novembre 1985. Tra gli eventi di raccolta fondi, si svolse una partita rievocativa della finale del campionato mondiale di calcio 1966 giocata a Elland Road nel luglio 1985 con tutti i giocatori titolari della finale. Per l'occasione fu registrata una versione di You'll Never Walk Alone del supergruppo The Crowd.
A seguito delle inchieste della magistratura britannica, Valley Parade venne chiuso, con la squadra che dovette giocare per quasi due anni in campo neutro: all'Odsal Stadium, a Leeds Road e a Elland Road. L'impianto venne riaperto il 14 dicembre 1986 con la partita amichevole Bradford City-England XI.
Tra le conseguenze derivate dall'inchiesta, fu proibita la costruzione di nuove tribune in legno in tutti gli impianti sportivi del Regno Unito, fu ordinata la chiusura immediata di tutte le tribune in legno giudicate non sicure e venne introdotto il divieto di fumo nelle tribune in legno rimanenti.

## L'inchiesta

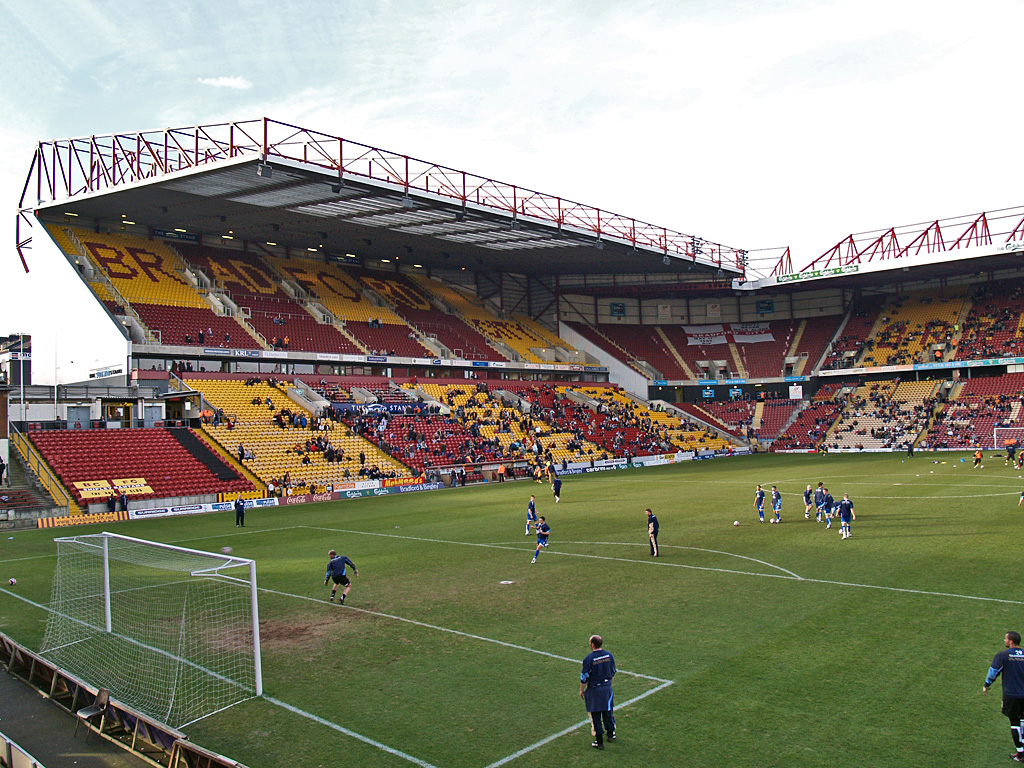
La Main Stand di Valley Parade come si presentava nel 2008

Il Bradford City era stato messo al corrente del rischio posto dai rifiuti accumulati sotto la tribuna e i lavori di demolizione della tribuna avrebbero dovuto iniziare due giorni dopo la partita per costruire una nuova tribuna in cemento e acciaio.
In una prima udienza del 1985 l'evento è stato considerato come un incidente. Nel 1986 154 persone, 110 civili e 44 agenti di polizia, hanno presentato ricorso. Nel 1987 il Bradford City è stato considerato colpevole per due terzi mentre il consiglio della contea per un terzo. Secondo il giudice il Bradford City era stato più volte messo a conoscenza della situazione di pericolo, che venne più volte sottovalutata e sminuita, mentre la contea non attuò o impose i suoi poteri di vigilanza.
I primi risarcimenti sono stati elargiti nel 1988, con oltre 40 sopravvissuti che hanno ricevuto fino a 40 000 sterline ciascuno.